# Sivelga
Sivelga (ryska: Сивельга) är ett vattendrag i Belarus.   Det ligger i voblasten Minsks voblast, i den centrala delen av landet, 110 km söder om huvudstaden Minsk.
Trakten runt Sivelga består till största delen av jordbruksmark. Runt Sivelga är det ganska tätbefolkat, med 58 invånare per kvadratkilometer.